# Ovidiu Popa
Ovidiu Popa (n. 30 ianuarie 1972 în Roșiorii de Vede, Teleorman) este un actor român. A fost cooptat în grupul „Trăsniții” în anul 2009. În acest show de divertisment este șeful mafiei și are, împreună cu Mârlanu, o echipă de fotbal și numele lui de scenă este Baros.
Ovidiu Popa are inaltime de 1.76.

## Filmografie
- Trăsniții (2003 - 2022) - Fane Baros
- Nașa (2011)